# كلاركية أرجوانية
كلاركية أرجوانية (الاسم العلمي:Clarkia purpurea) هي نوع من النباتات تتبع جنس الكلاركية من فصيلة الأخدرية.